# Cryptotis lacandonensis
Cryptotis lacandonensis és una espècie d'eulipotifle de la família de les musaranyes. És endèmica de la Selva Lacandona, a Chiapas (Mèxic). Es tracta d'una espècie de Cryptotis de mida mitjana, amb una llargada de cap a gropa de 78,81 mm i una cua de 33,35 mm. El seu pelatge és grisenc. El seu nom específic, lacandonensis, significa ‘de Lacandona’ en llatí.